# コモドアーズ
コモドアーズ (The Commodores) はアメリカのポップ、ファンクバンドである。
1970年代から1980年代にかけて活躍。1967年、タスキーギ大学の学生による2つのバンドのメンバーが合流して結成された。1971年にジャクソン5のライブツアーのオープニングアクトを務めて注目され、その後モータウンとの契約を得て、1974年にレコード・デビューした。　　　　　

## メンバー

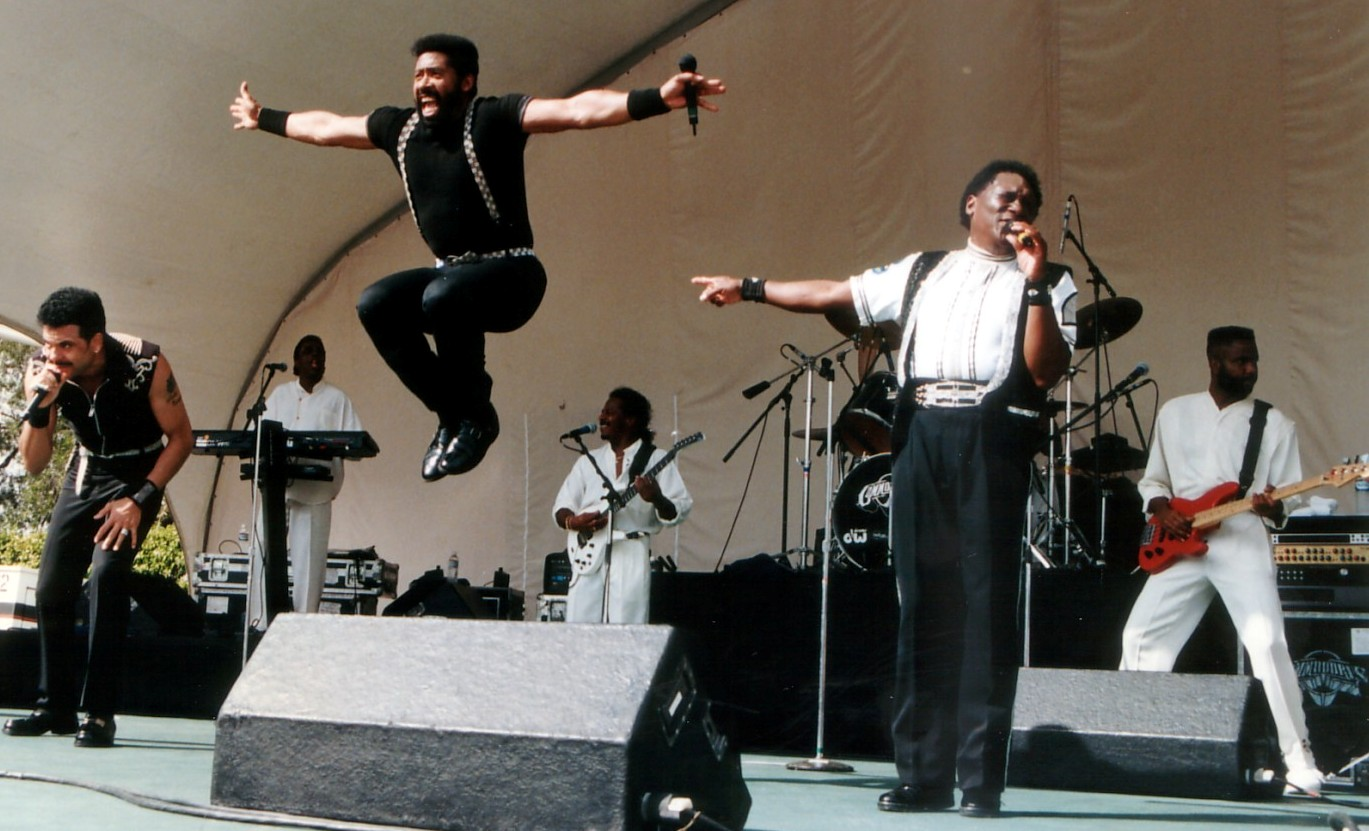

### オリジナルメンバー
- ミラン・ウィリアムズ - キーボード
- ライオネル・リッチー - ボーカル、サクソフォーン、ピアノ
- ウォルター・オレンジ - ボーカル、ドラム
- トーマス・マクラリー - リード・ギター
- ウィリアム・キング - トランペット
- ロナルド・ラプリード - ベース・ギター

## 来歴
グループ名は、ウィリアム・キングが辞書を開いてアットランダムに調べた結果、「コモドアーズ」に決まったとメンバーはピープル・マガジンに答えている。
1974年のデビュー・アルバムは、全編ファンク／ダンス・ナンバーで固められていた。ファンキーなダンスナンバー「マシンガン/Machine Gun」と「ザ・バンプ/The Bump」は、日本で小ヒットになった。
1975年にはファンク・ナンバー「スリッパリー・ウエン・ウェット」がアメリカでヒットしたが、早くもリッチーのポップ色が強くでた「スウィート・ラヴ」もヒット。77年にはファンク「ブリック・ハウス」とバラード「イージー」を発売した。1978年ごろには、バンドは元々のファンクスタイルを捨て、ますますより売れ筋のポップ・ミュージックに傾倒していった。
バンドはメンバーの入れ替わりが激しく、ライオネル・リッチーがソロ活動をメインに据え脱退すると、新しいボーカルに元ヒートウエーブのJ.D.ニコラスを迎え、ドラマーのウォルター・オレンジとのツインボーカル体制をとった。1984年にはリッチーに続いてマクラリーも脱退した。
1985年には「ナイトシフト/Nightshift」が全米3位となり、この曲でグラミー賞最優秀R&Bボーカル・パフォーマンス賞を受賞するが、これがグループ最後の全米トップ40ヒットとなった。そして、1986年にはロナルド・ラプリード、1989年にはウィリアムズが脱退した。
1986年にはモータウン・レコードからポリドール・レコードへ移籍。同年、「ゴーイン・トゥ・ザ・バンク」をソウル・チャートでヒットさせた。以降、何枚かのアルバムやベスト盤をリリースしている。

## ディスコグラフィ

### アルバム
- 1974年 マシン・ガン -Machine Gun (U200 #138/US R&B #22)
- 1974年 Caught in the Act (US 200 #26/US R&B #7)
- 1975年 Movin' On (US 200 #29/R&B #7)
- 1976年 Hot On The Tracks (US 200 #12/US R&B #1)
- 1977年 コモドアーズ -Commodores (US 200 #3/US R&B #1)
- 1977年 Commodores Live! (US 200 #3/US R&B #2)
- 1978年 ナチュラル・ハイ -Natural High (US 200 #3/US R&B #1)
- 1978年 グレイテスト・ヒッツ - Greatest Hits (US 200 #23/US R&B #24)
- 1979年 ミッドナイト・マジック -Midnight Magic (US 200 #3/US R&B #1)
- 1980年 ヒーローズ -Heroes (US 200 #7/US R&B #3)
- 1981年 イン・ザ・ポケット -In The Pocket (US 200 #13/US R&B #4)
- 1982年 オール・ザ・グレイテスト・ヒッツ - All The Greatest Hits (US 200 #37/US R&B #12)
- 1983年 アンソロジー - Anthology (US 200 #141/US R&B #50)
- 1983年 Commodores 13 (US 200 #103/US R&B #26)
- 1985年 ナイトシフト -Nightshift (US 200 #12/US R&B #1)
- 1986年 United (US 200 #101/US R&B #17)
- 1988年 Rock Sold
- 1991年 All The Grate Hits
- 1992年 コモドアーズ・クリスマス - Commodores Christmas
- 1993年 No Tracks

### シングル
1974年
- Machine Gun (US POP #22 /R&B #7)
- I Feel Sanctified (US POP #75 /R&B #12)

1975年
- Slippery When Wet (US POP #19 /R&B #1)

1976年
- Sweet Love (US POP #5 /R&B #2)
- Just To Be Close To You (US POP #7 /R&B #1)

1977年
- Fancy Dancer (US POP #39 /R&B #9)
- Easy[注釈 1] (US POP #4 /R&B #1)
- Brick House (US POP #5 /R&B #4)

1978年
- To Hot Ta Trot (US POP #24 /R&B #1)
- Three Times A Lady (US POP #1 /R&B #1)
- Flying High (US POP #38 /R&B #21)

1979年
- Sail On (US POP #4 /R&B #8)
- Still (US POP #1 /R&B #1)

1980年
- Wonderland (US POP #25 /R&B #21)
- Old-Fashion Love (US POP #20 /R&B #8)
- Heroes (US POP #54 /R&B #27)

1981年
- Lady (You Bring Me Up) (US POP #8 /R&B #5)
- Oh No (US POP #4 /R&B #5)

1982年
- Why You Wanna Try Me (US POP #66 /R&B #42)
- Painted Picture (US POP #70 /R&B #19)

1983年
- Only You (US POP #54 /R&B #20)

1985年
- Nightshift (US POP #3 /R&B #1)
- Animal Instinct (US POP #43 /R&B #22)
- Janet (US POP #87 /R&B #65)

1986年
- Goin' To The Bank (US POP #65 /R&B #2)

1987年
- Take It From Me (US POP #- /R&B #38)

1988年
- Solitaire (US POP #- /R&B #51)

## 日本公演
- 1975年

4月10日 東京郵便貯金会館、11日 東京厚生年金会館、13日 大阪厚生年金会館、16日 静岡駿府会館、17日 日比谷公会堂、18日 新宿 Big Together
7月15日 後楽園ホール、16日 日比谷公会堂、17日 大阪厚生年金会館、18日 広島郵便貯金会館、19日 福岡市民会館、21日 名古屋市公会堂、22日 北海道厚生年金会館、23日 中野サンプラザ